# Sochocin
Sochocin é um município da Polônia, na voivodia da Mazóvia, no condado de Płońsk e na comuna urbano-rural de Sochocin. A cidade é a sede da comuna de Sochocin.
Estende-se por uma área de 6,83 km², com 1 997 habitantes, segundo os censos de 2011, com uma densidade de 292  hab/km².
Sochocin foi uma cidade de 1385 a 13 de janeiro de 1870. A cidade recuperou seu status de cidade em 1 de janeiro de 2021.
De 1867 a 1954 foi sede coletiva da comuna de Sochocin, de 1954 a 1972 da Gromada Sochocin e, a partir de 1973, novamente da comuna de Sochocin. Nos anos de 1975 a 1998, a cidade pertencia administrativamente à voivodia de Ciechanów.
Ela está situada em uma área de planície, principalmente no vale glacial do rio Wkra - as alturas absolutas variam de 85 m até 112 m acima do nível médio do mar. A estrada nacional n.º 50 atravessa o município. Em Sochocin existe a igreja histórica de São João Batista. Sochocin é a sede do Wkra Sochocin Commune Sports Club, que atualmente joga na Liga Distrital-Ciechanów-Ostrołęka. Ele joga suas partidas no estádio municipal de Sochocin, que pode acomodar 500 pessoas.

## História
As primeiras informações históricas sobre Sochocin vêm do século XIV. Localizada às margens do rio Wkra, a vila era o centro econômico do mercado local. Estava localizada na rota comercial que conectava o Grão-Ducado da Lituânia com a Coroa (a estrada entre as cidades de Poznań - Vilnius, levando mais adiante até Moscou).
Em 1 de outubro de 1385, o duque da Mazóvia, Janusz I, o Velho, assinou um documento concedendo direitos de cidade aos habitantes de Sochocin. Em 1404, a vila foi comprada por Ścibor de Sochocin - um dos magnatas mais destacados da Mazóvia medieval, o marechal da corte de Janusz I, o Velho e o camareiro de Zakroczym. Em 1492, o novo proprietário, Janusz II, interessado no desenvolvimento da cidade e na possibilidade de aumentar a renda que trazia, renovou os direitos da cidade de Sochocin. Em 1495, a cidade tornou-se a sede do condado de Sochocin e o local dos tribunais chamados roky.
Em 1524, a cidade principesca de Sochocin, junto com outras aldeias, foi doada a Feliks Brzeski - o voivoda da Mazóvia. Em 1533, a cidade foi consumida por um incêndio que destruiu a maioria dos edifícios.
Em 1869, como resultado da reforma administrativa realizada pelas autoridades czaristas, Sochocin perdeu seus direitos municipais após 484 anos. As atividades de russificação se intensificaram e o idioma russo era obrigatório na administração e no judiciário.
Na eclosão da Segunda Guerra Mundial, Sochocin tinha 1 750 habitantes, em novembro de 1939 as terras do norte da Mazóvia (incluindo Sochocin) foram incorporadas à Alemanha Nazista na chamada Região de Ciechanowska.
Em 1940, campos de trabalho penais alemães foram criados em Kuchary Żydowskie e Smardzewo. Em 1941, ocorreu o deslocamento dos habitantes de Sochocin e arredores. Muitas pessoas morreram, muitas foram reprimidas, muitas participaram do movimento de resistência armada do Exército da Pátria e dos Batalhões de Fazendeiros. Em 18 de janeiro de 1945, Sochocin estava livre.
Em 12 de junho de 1990, Tomasz Wiktorowicz foi eleito o primeiro prefeito da comuna de Sochocin após as transformações. Ele foi reeleito prefeito até as eleições de 2006, nas quais Jerzy Zawadzki o sucedeu. Nas eleições de 2014, no segundo turno, Andrzej Romatowski foi eleito prefeito.

## Dados administrativos e econômicos
A comuna de Sochocin faz parte do condado de Płońsk e da voivodia da Mazóvia.
Número de habitantes - 1 945 (dados obtidos no Sochocin Commune Office, Civic Affairs Department em 31 de dezembro de 2004).
No registo de atividades econômicas mantido na comuna de Sochocin, existem 279 empresários que desenvolvem atividades empresariais no domínio de:
- comércio fixo e itinerante - 146 pessoas
- serviços - 78 pessoas
- transporte - 24 pessoas
- alvenaria - 22 pessoas
- processamento e produção - 9 pessoas